# أستريكس وأوبليكس: حفظ الله بريطانيا
أستريكس وأوبليكس: حفظ الله بريطانيا هو فيلم فنتازيا كوميدي من بطولة إدوارد باير، جيرارد ديبارديو، فابريس لوشيني، كاترين دينوف، جيرارد جينو وفاليري ليميركير، صدر الفيلم في 17 أكتوبر 2012.

## وصلات خارجية
- أستريكس وأوبليكس: حفظ الله بريطانيا على موقع IMDb (الإنجليزية)
- أستريكس وأوبليكس: حفظ الله بريطانيا على موقع روتن توميتوز (الإنجليزية)
- أستريكس وأوبليكس: حفظ الله بريطانيا على موقع نتفليكس (الإنجليزية)
- أستريكس وأوبليكس: حفظ الله بريطانيا على موقع ألو سيني (الفرنسية)
- أستريكس وأوبليكس: حفظ الله بريطانيا على موقع Turner Classic Movies (الإنجليزية)
- أستريكس وأوبليكس: حفظ الله بريطانيا على موقع أول موفي (الإنجليزية)
- أستريكس وأوبليكس: حفظ الله بريطانيا على موقع فيلمافينيتي (الإسبانية)
- أستريكس وأوبليكس: حفظ الله بريطانيا على موقع قاعدة بيانات الأفلام السويدية (السويدية)
- أستريكس وأوبليكس: حفظ الله بريطانيا على موقع قاعدة بيانات الفيلم (الإنجليزية)
- أستريكس وأوبليكس: حفظ الله بريطانيا على موقع ليتربوكسد (الإنجليزية)